# Trioza urticae
Trioza urticae är en insektsart som först beskrevs av Linnt 1758.  Trioza urticae ingår i släktet Trioza och familjen spetsbladloppor.
Artens utbredningsområde är Iran. Arten är reproducerande i Sverige. Inga underarter finns listade i Catalogue of Life.

## Bildgalleri

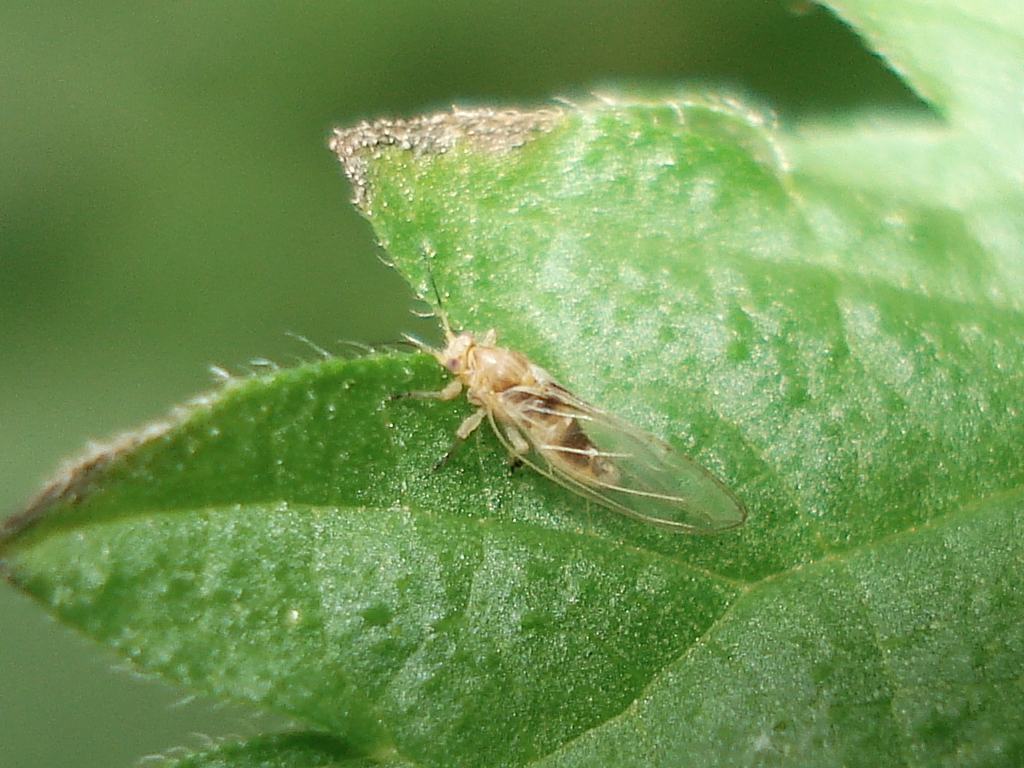